# Jan Jaap de Graeff
Jan Jacob (Jan Jaap) de Graeff (Den Haag, 23 juni 1949) was tot 1 augustus 2024 voorzitter van de Raad voor de leefomgeving en infrastructuur, tot 2013 algemeen directeur van de Nederlandse Vereniging Natuurmonumenten en van 2011 tot en met maart 2022 kamerheer aan het hof.

## Biografie
De Graeff is een zoon van hoogleraar interne geneeskunde prof. jhr. dr. Jacob de Graeff (1921-1994) en juriste mr. Johanna H.A. Bijl de Vroe (1926-2010), uit welk huwelijk nog drie zonen zijn geboren, en kleinzoon van jhr. mr. Andries Cornelis Dirk de Graeff (1872-1957). Hij behoort tot het adellijke geslacht De Graeff. Hij volgde een ingenieursopleiding aan de Landbouwhogeschool Wageningen en was gedurende een korte periode werkzaam als stafmedewerker bij de Wetenschappelijke Raad voor het Regeringsbeleid en bij het departement van Verkeer en Waterstaat. Nadien werkte hij bij de Unie van Waterschappen. Van 1994 tot 2003 was hij dijkgraaf van de Hoogheemraadschap van Schieland. Nadien was De Graeff voorzitter van de Unie van Waterschappen en plaatsvervangend voorzitter van de VROM-raad. Vanaf 2003 was hij directeur van Natuurmonumenten.
Op 1 februari 2013 nam De Graeff afscheid als directeur van Natuurmonumenten; bij die gelegenheid werd hij benoemd tot officier in de Orde van Oranje-Nassau. Hij werd opgevolgd door Marc van den Tweel, voorheen werkzaam bij het Ronald  McDonald Kinderfonds. De Graeff werd per die laatste datum voorzitter van het Nationaal Park Schiermonnikoog.
De Graeff vervulde al diverse nevenfuncties zoals bestuurslid van de stichting kasteel Twickel en van de stichting Kasteel de Haar, een stichting van Natuurmonumenten en van de familie Van Zuylen van Nijevelt, met als doel de restauratie en het behoud van het kasteel en de omliggende tuinen. Voorts is hij bestuurslid bij het Top Kennis Instituut voor Agro en Groen en voorzitter van de Gebiedscommissie Laag Holland.
Per 1 januari 2011 werd De Graeff Kamerheer van koningin Beatrix in Den Haag en later (ten tijde van koning Willem-Alexander) van de hele provincie Zuid-Holland. Hij bleef dat tot en met 31 maart 2022, toen koning Willem-Alexander Adri Bom-Lemstra benoemde als zijn opvolger.